# Obrendo Huiswoud
Obrendo Huiswoud (Paramaribo, 6 december 1990) is een Surinaams oud-voetballer. Hij was doelman voor SV Voorwaarts en Inter Moengotapoe en in het Surinaamse voetbalelftal.

## Carrière
Obrendo Huiswoud begon zijn profcarrière bij SV Voorwaarts en speelde hier vanaf het seizoen 2010/2011. Aan het begin van het seizoen in 2012 stapte hij over naar Inter Moengotapoe van assembléelid en ABOP-leider Ronnie Brunswijk. Hier was hij tevens aanvoerder.
Brunswijk speelde in april 2017 een wedstrijd mee tegen SV Transvaal, waarin hij zich ernstig misdroeg tegen de scheidsrechter. Hiervoor werd hij later voor dertig dagen geschorst. In die wedstrijd beledigden en intimideerde Obrendo Huiswoud en Naldo Kwassie eveneens de scheidsrechter en kregen hiervoor een schorsing van twee wedstrijden. Aan het eind van het seizoen 2016-2017 werden Huiswoud en Sersinio Profijt van SV Leo Victor uitgeroepen tot de twee doelmannen die het minst gepasseerd waren in de SVB Topklasse. Hij speelde bij Inter Moengotampoe tot en met het seizoen 2021-2022.
Huiswoud werd in 2010 opgenomen in het Surinaamse voetbalelftal een verdedigde het doel van Natio tot 2019.

## Interlands
Op 21 september 2021 keepte hij in de wedstrijd van Suriname tegen CD Olimpia uit Honduras in de CONCACAF League. In deze wedstrijd kwam 60-jarige clubeigenaar Ronnie Brunswijk zelf het veld op met rugnummer 61 en bleef 55 minuten meespelen. Olimpia strafte deze zet van Brunswijk af met een 6-0 nederlaag, waarbij Huiswoud van De Ware Tijd het compliment kreeg dat het aan hem te danken was dat de nederlaag niet groter was geworden. Na de wedstrijd baarde Brunswijk nog meer opzien, door in hun kleedkamer biljetten van 100 Amerikaanse dollar uit te delen aan de spelers van Olimpia. Bij elkaar gaf hij 3300 dollar weg. De disciplinaire commissie van de CONCACAF schorste Brunswijk vervolgens voor drie jaar en zette zowel Moengotapoe als Olimpia voor de rest van dat jaar uit de competitie.

### Surinaams voetbalelftal
Huiswoud speelde in de volgende interlands met het Surinaamse voetbalelftal.
| Jr/mnd/dag | Toernooi                      | Land                           | uitslag | Land                           |
| ---------- | ----------------------------- | ------------------------------ | ------- | ------------------------------ |
| 2010/10/16 | Caribbean Cup                 | Suriname                       | 2-1     | Saint Lucia                    |
| 2010/10/18 | Caribbean Cup                 | Suriname                       | 0-2     | Guyana                         |
| 2010/10/31 | Vriendschappelijk             | Curaçao                        | 2-2P    | Suriname                       |
| 2010/11/10 | Caribbean Cup                 | Antigua en Barbuda             | 2-1     | Suriname                       |
| 2010/11/12 | Caribbean Cup                 | Suriname                       | 3-3     | Cuba                           |
| 2010/11/14 | Caribbean Cup                 | Dominica                       | 0-5     | Suriname                       |
| 2011/10/11 | CONCACAF Kwalificatie WK      | Suriname                       | 1-3     | Dominicaanse Republiek         |
| 2011/10/8  | CONCACAF Kwalificatie WK      | Kaaimaneilanden                | 0-1     | Suriname                       |
| 2011/11/12 | CONCACAF Kwalificatie WK      | Suriname                       | 1-3     | El Salvador                    |
| 2011/11/16 | CONCACAF Kwalificatie WK      | El Salvador                    | 4-0     | Suriname                       |
| 2011/11/25 | CONCACAF Kwalificatie OS U-23 | Saint Kitts en Nevis           | 0-1     | Suriname                       |
| 2011/11/27 | CONCACAF Kwalificatie OS U-23 | Cuba                           | 4-2     | Suriname                       |
| 2011/11/29 | CONCACAF Kwalificatie OS U-23 | Suriname                       | 1-9     | Trinidad en Tobago             |
| 2011/12/3  | Vriendschappelijk             | Suriname                       | 0-0P    | Aruba                          |
| 2011/12/4  | Vriendschappelijk             | Suriname                       | 2-0     | Curaçao                        |
| 2011/8/4   | CONCACAF Kwalificatie OS U-23 | Suriname                       | 5-0     | Kaaimaneilanden                |
| 2011/8/6   | CONCACAF Kwalificatie OS U-23 | Suriname                       | 3-1     | Saint Vincent en de Grenadines |
| 2011/8/7   | CONCACAF Kwalificatie OS U-23 | Suriname                       | 2-2     | Jamaica                        |
| 2011/9/2   | CONCACAF Kwalificatie WK      | Suriname                       | 1-0     | Kaaimaneilanden                |
| 2011/9/24  | Vriendschappelijk             | Suriname                       | 2-0     | Curaçao                        |
| 2011/9/25  | Vriendschappelijk             | Suriname                       | 2-2     | Curaçao                        |
| 2011/9/6   | CONCACAF Kwalificatie WK      | Dominicaanse Republiek         | 1-1     | Suriname                       |
| 2012/11/14 | Caribbean Cup                 | Cuba                           | 5-0     | Suriname                       |
| 2012/11/17 | Caribbean Cup                 | Trinidad en Tobago             | 3-0     | Suriname                       |
| 2012/11/18 | Caribbean Cup                 | Suriname                       | 1-0     | Saint Vincent en de Grenadines |
| 2013/11/17 | Vriendschappelijk             | Curaçao                        | 1-3     | Suriname                       |
| 2015/5/1   | Vriendschappelijk             | Suriname                       | 1-0     | Guyana                         |
| 2015/6/16  | CONCACAF Kwalificatie WK      | Suriname                       | 1-3     | Nicaragua                      |
| 2015/6/8   | CONCACAF Kwalificatie WK      | Nicaragua                      | 1-0     | Suriname                       |
| 2019/10/11 | CONCACAF Nations League       | Saint Vincent en de Grenadines | 2-2     | Suriname                       |
| 2019/10/15 | CONCACAF Nations League       | Suriname                       | 0-1     | Saint Vincent en de Grenadines |
| 2019/11/15 | CONCACAF Nations League       | Suriname                       | 4-0     | Dominica                       |
| 2019/11/19 | CONCACAF Nations League       | Nicaragua                      | 1-2     | Suriname                       |
| 2019/9/5   | CONCACAF Nations League       | Dominica                       | 1-2     | Suriname                       |
| 2019/9/9   | CONCACAF Nations League       | Suriname                       | 6-0     | Nicaragua                      |

## Erelijst
- Surinaams voetballer van het jaar: 2014
- SVB-Eerste Divisie: 2013/14, 2014/15, 2015/16, 2017/18
- Surinaamse voetbalbeker: 2016/17, 2017/18